# Ollen
Die Ollen ist ein Fließgewässer ohne Gefälle im niedersächsischen Landkreis Wesermarsch, historisch ein Zufluss der Hunte.
Die an ihren Ufern auf Wurten stehenden Höfe von Marschbauern bilden den historischen Kernbereich Stedingens.

## Name
Das Gewässer wird 1049 („in alveum fluvii Aldena“) erstmals schriftlich erwähnt. Der wohl ursprüngliche Name Aldena kann als *Alden-aha „(zum) alten Wasser“ gedeutet werden.

## Geänderte Flusswege
Der 19 Kilometer lange stark geschlängelte Fluss hat seinen Ursprung bei Altenesch-Süderbrook, einem Ortsteil von Lemwerder. Er entwässert sowohl die tief gelegenen Marschflächen (Lechterseite zwischen Ollen und Weser und Brookseite zwischen Ollen und Geest) als auch die Geest um Bookholzberg und Hude. Um zu vermeiden, dass die Marsch von Wasser aus der Geest überflutet wird, wurde der Lauf der Ollen im Ort Berne östlich neben der Mündung der Berne durch ein Verlaat geteilt und an der Weser gegenüber von Bremen-Blumenthal 1958 das Schöpfwerk Motzen zur Entwässerung der Marsch samt größerem Teil der Ollen gebaut. So führt die Untere Ollen von Berne bis zum Lichtenberger Siel an der Hunte überwiegend Wasser aus der Geest. Siel und Schöpfwerk Lichtenberg sind leistungsfähiger als die in Motzen.

## Motzener Kanal und Hörsper Ollen
Die Ollen südöstlich des Verlaats in Berne wird seit 1959 durch Schöpfwerk und Siel in Motzen in die Weser entwässert. Dadurch bildet der Motzener Kanal den gemeinsamen Unterlauf der Ollen West zwischen Berne und dem Berner Ortsteil Katjenbüttel, die gegen die ursprüngliche Stromrichtung fließt, und der Ollen Ost, des natürlichen Oberlaufes. Deren alter, aber heute wasserwirtschaftlich bedeutungsloser Zulauf aus Richtung Geest ist die Hörspe. Einen Kilometer östlich deren Mündung wurde ein Polderschöpfwerk errichtet, das den östlichen Teil der Brookseite und das ursprüngliche Quellgebiet der Ollen südöstlich von Süderbrook entwässert. Die Zuleitung zu dem Schöpfwerk bildet die Hörsper Ollen (GKZ 495612), eine Folge geradliniger und annähernd rechtwinklig abknickender Entwässerungsgräben.

## Zuflüsse von der Geest
In halber Distanz zwischen Ollen und Geestfuß wurde parallel zur Ollen der Stedinger Kanal angelegt. Er sammelt das Wasser aus den von der Geest kommenden Bächen und aus den Gräben der zwischen ihm und der Geest gelegenen ehemaligen Moore und leitet es in die Berne. 
Die Gräben vom Stedinger Kanal zu Ollen, darunter der Hekelner Kanal und die Neue Ollen, sind am Abgang aus dem Stedinger Kanal durch Verlaate versperrt.

## Abflüsse in die Hunte
Die Untere Ollen mündet bei Dreisielen in eine abgedeichte alte Hunteschleife. Deren flussabwärtiger Teil wird Alter Huntearm genannt und bildet hydrografisch eine Einheit mit ihr. Der hunteaufwärtige Teil der Schleife wird dem Schlüter Tief zugerechnet.
Das Lichtenberger Siel, durch das die Entwässerung aus dem Alten Huntearm in die Hunte erfolgt, ist nach einem Wohnplatz am gegenüber liegenden Hunteufer benannt.
Zur vollständigen Darstellung der Abflusswege gehört noch das Neuhuntorfer Siel westlich von Huntebrück, das unabhängig von der Ollen Marsch und Moor südlich der Hunte in diese entwässert.

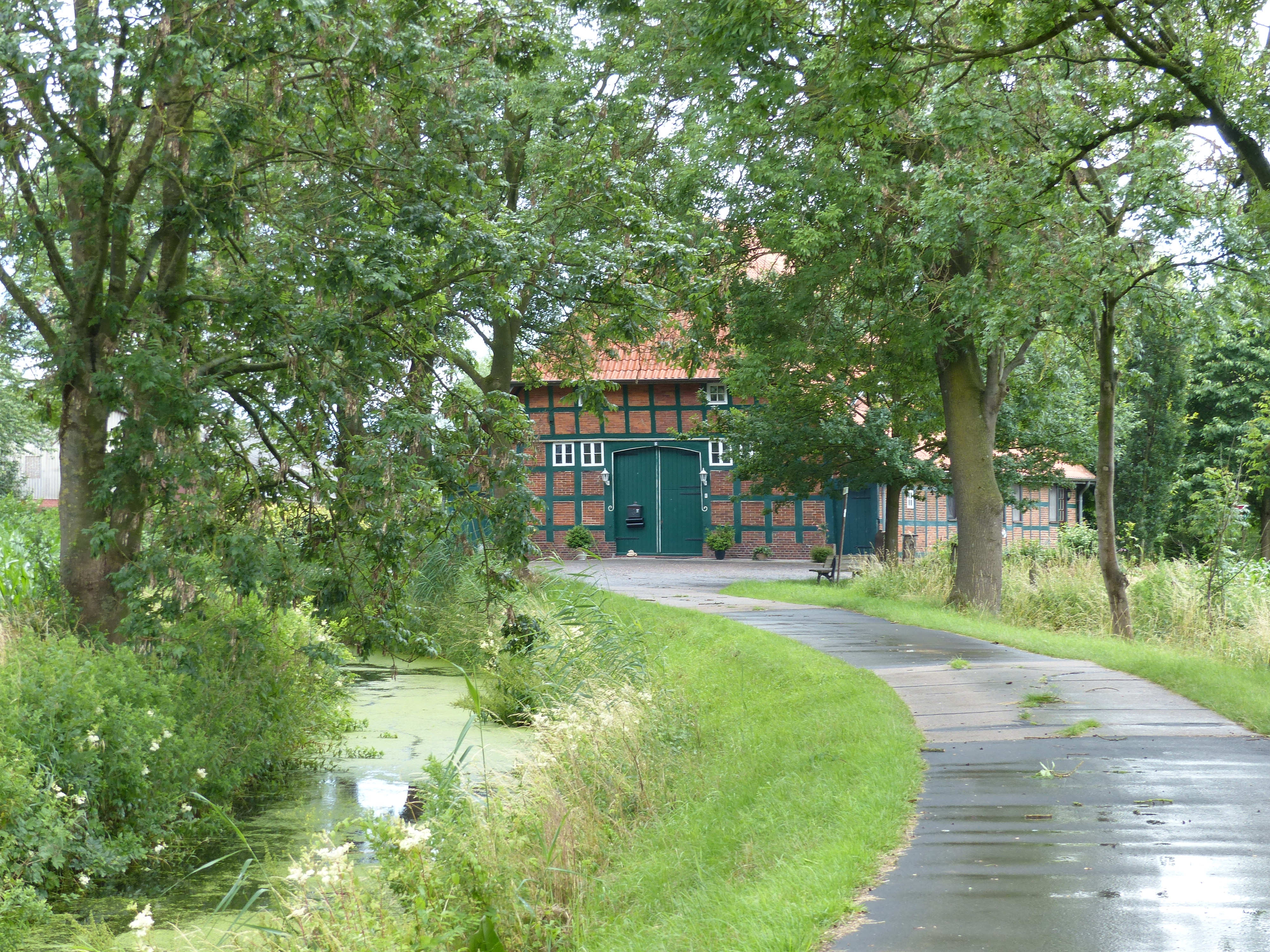
„Junge“ Ollen Ost in Altenesch
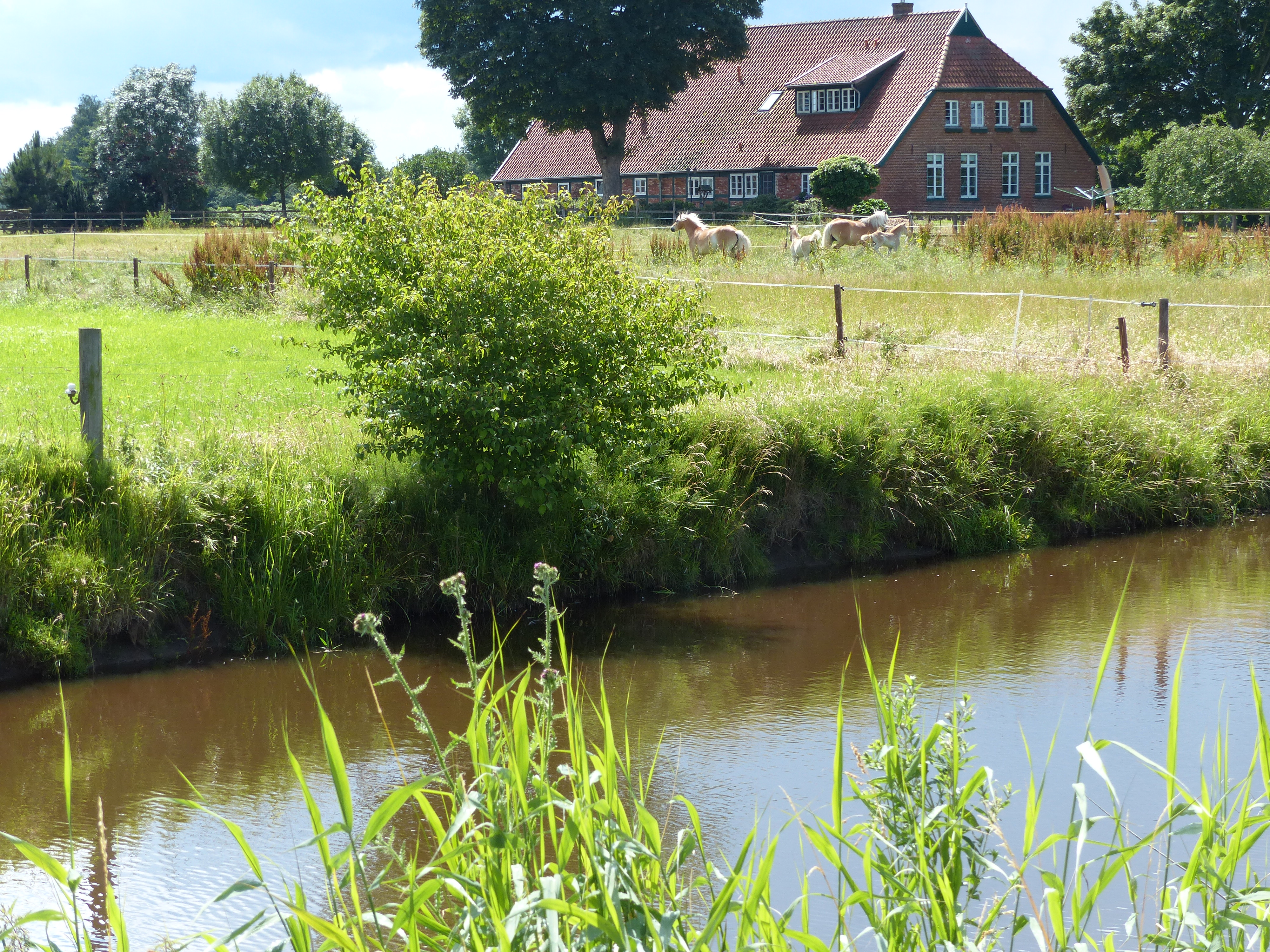
Ollen Ost bei Butzhausen
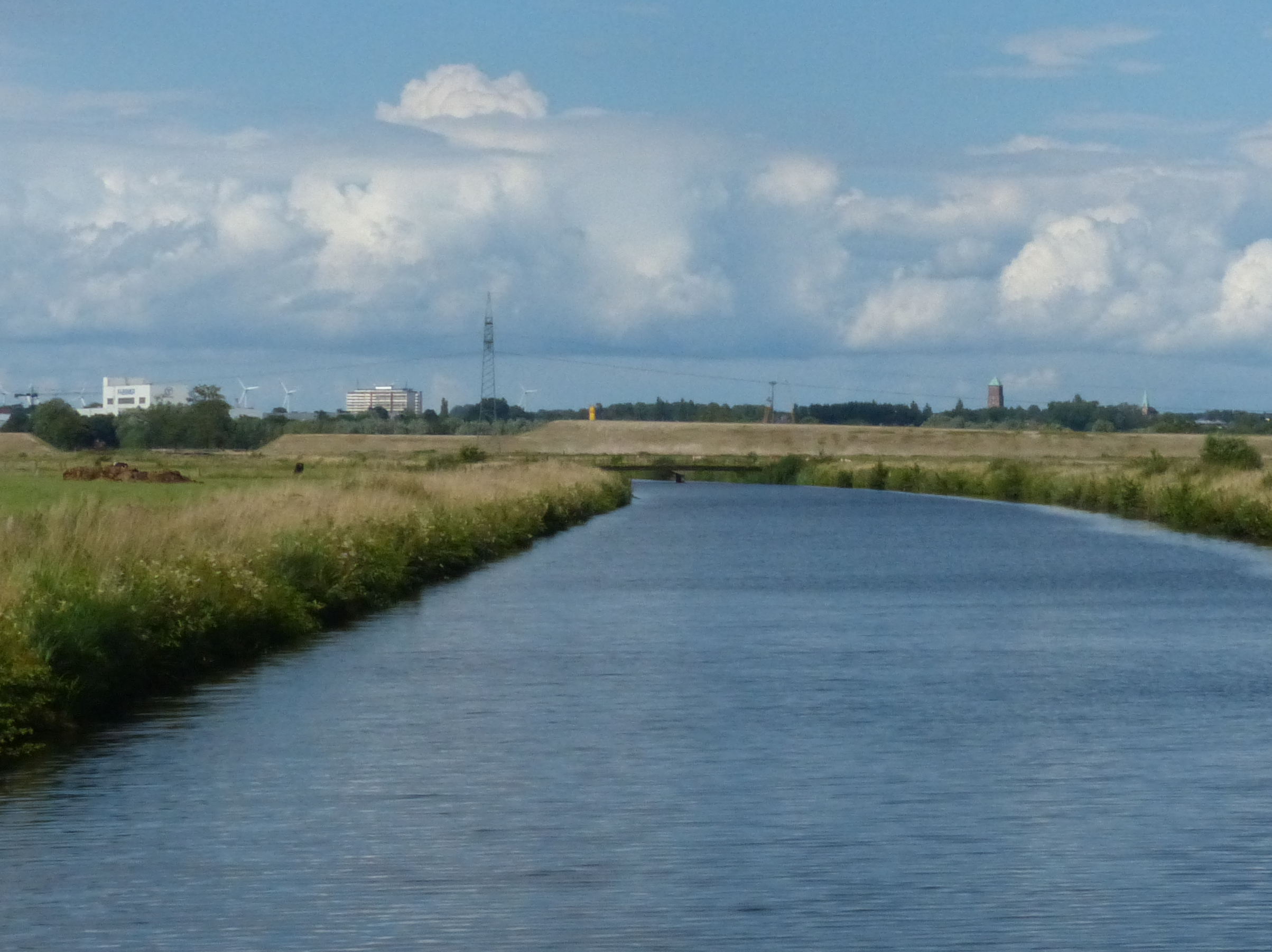
Motzener Kanal, Blick auf Straßendamm für neue B 212, Wasserturm (groß) und Kirchturm von Bremen-Blumenthal
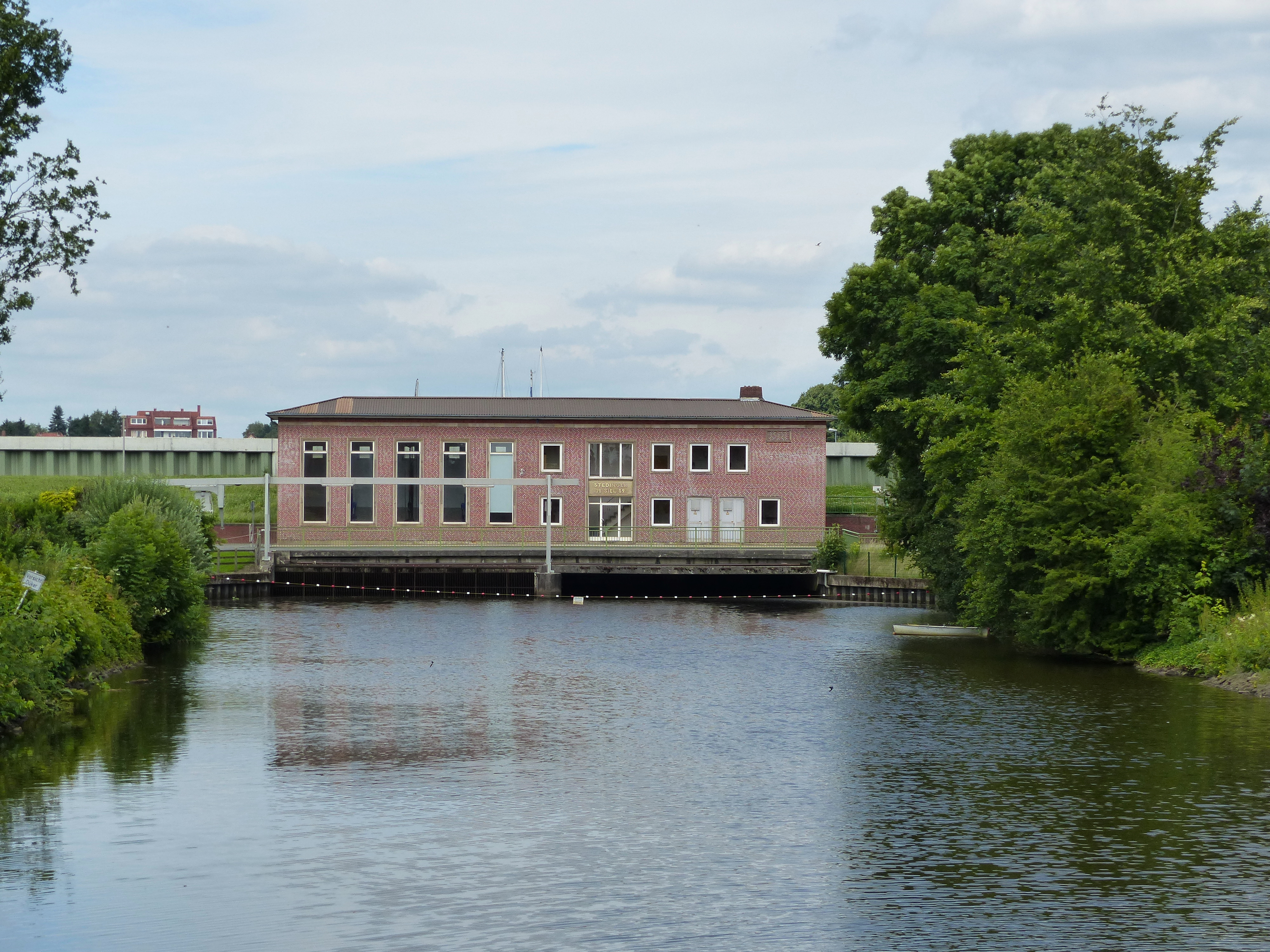
Sielanlage und Schöpfwerk Stedinger Siel des Motzener Kanals in Motzen
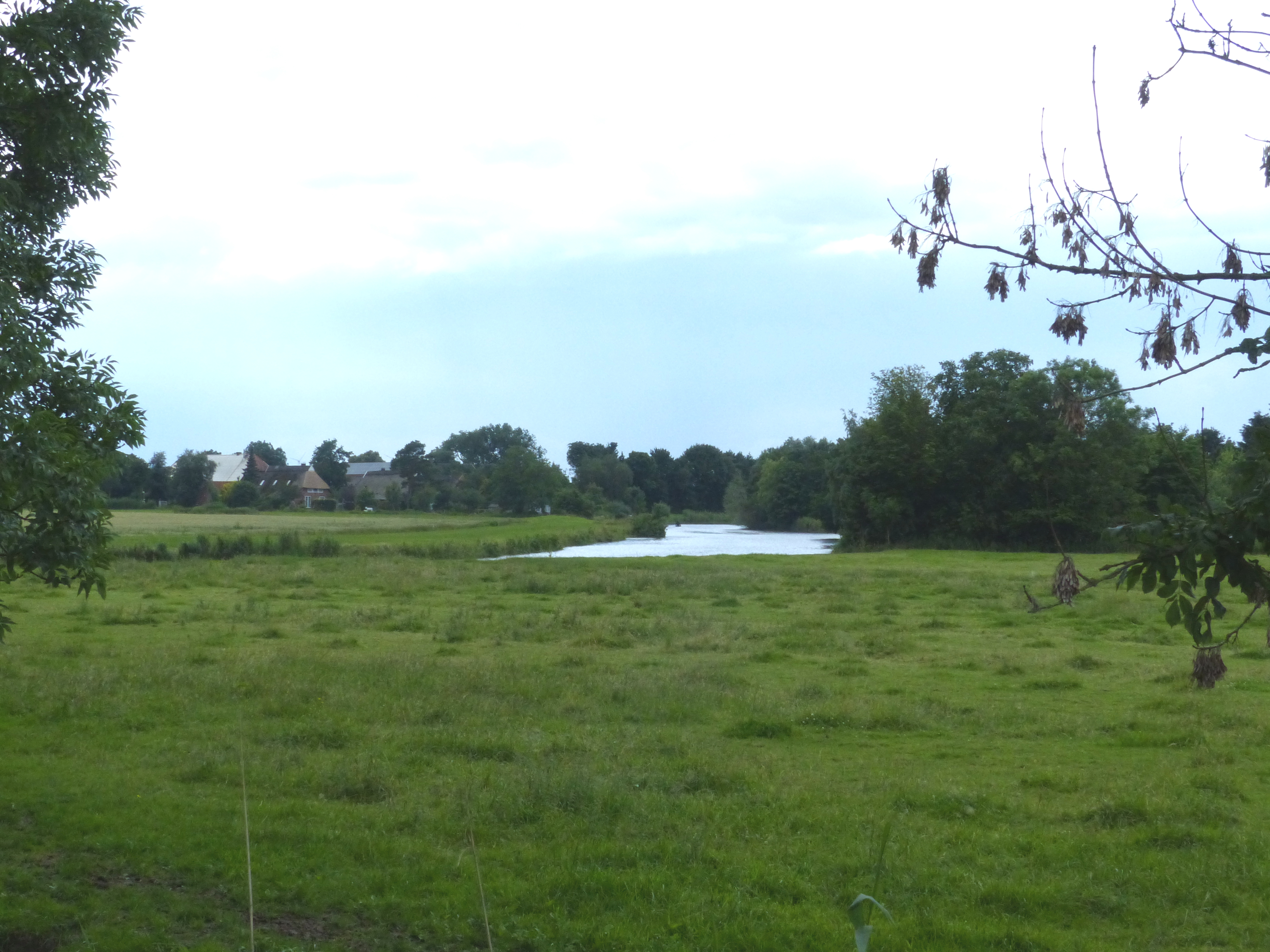
Ollen West (heute flussaufwärts gesehen) kurz vor Berne
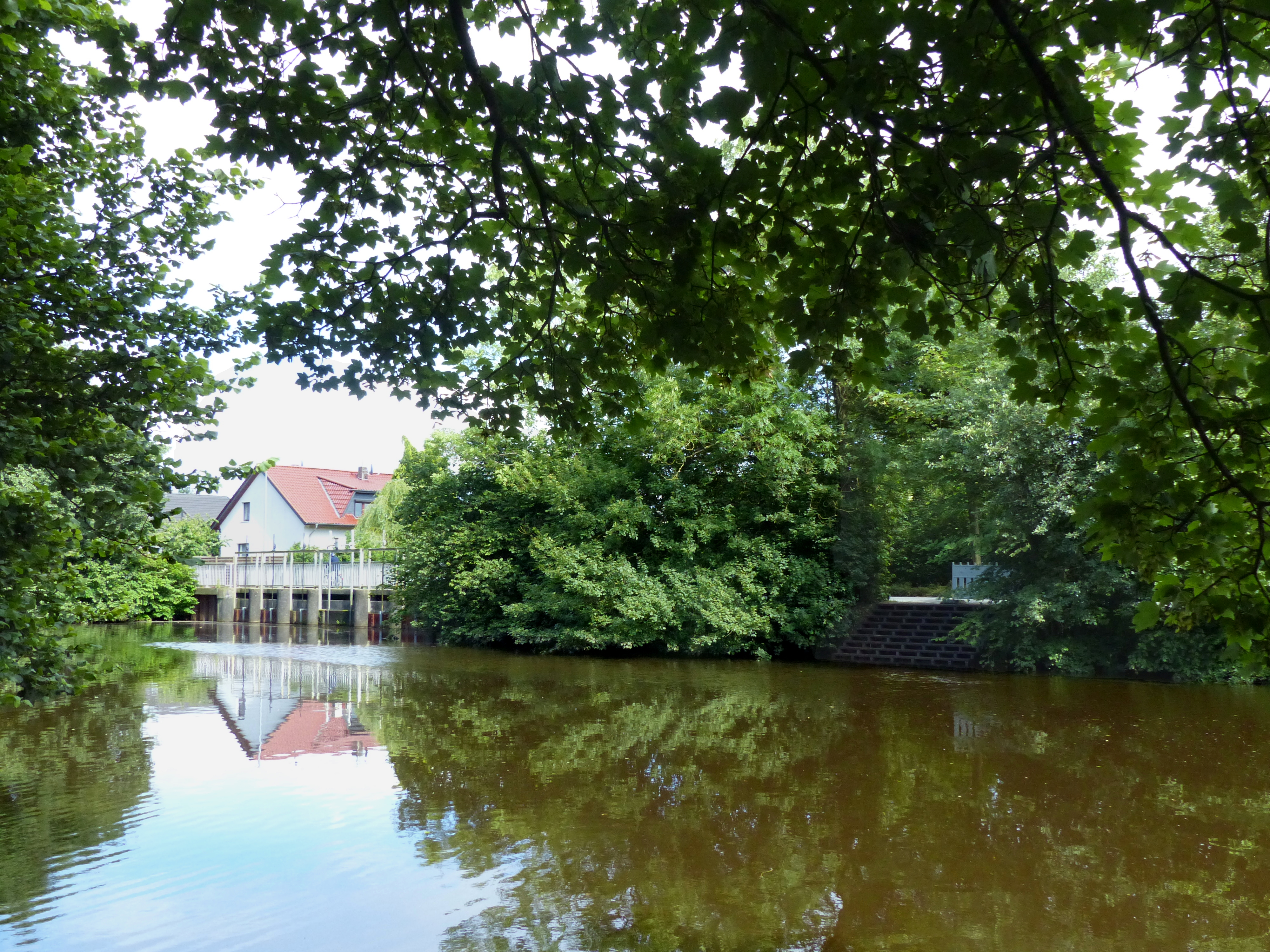
Berne: stetig geschlossenes Verlaat trennt Ollen West (hinter der Brücke) vom Lauf Berne (vorn von re.) → Untere Ollen (nach li.)
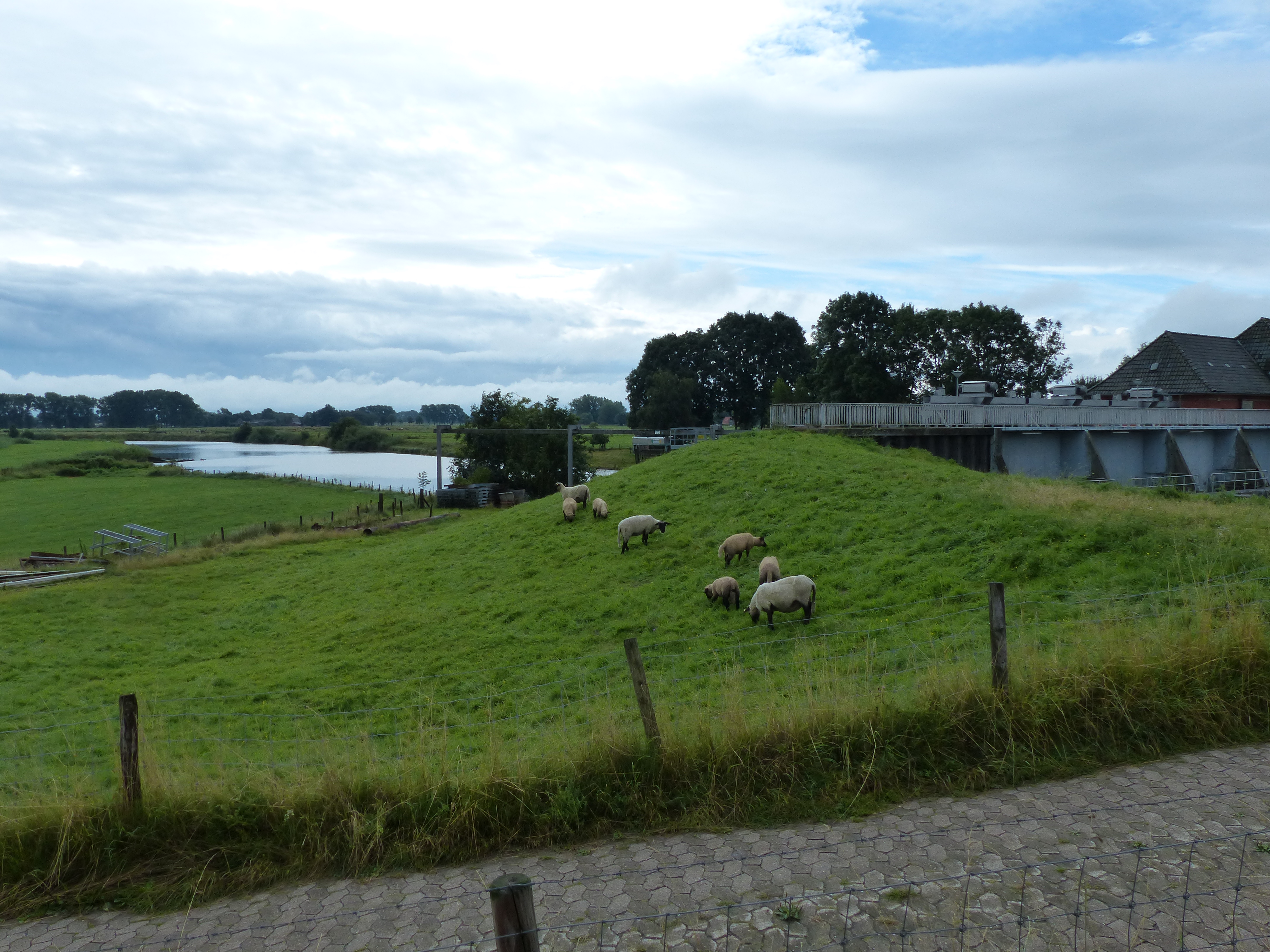
Alter Huntearm als unterster Teil der Unteren Ollen, rechts das Schöpfwerk Lichtenberg